# Bianchi 500 M
La Bianchi 500 M è una motocicletta italiana prodotta dal 1937 al 1944 per le forze armate.
Negli anni Trenta la ditta milanese Fabbrica Automobili e Velocipedi Edoardo Bianchi, storica produttrice di biciclette, oltre a produrre le moto civili Freccia d'Oro 250 cm³ e Freccia Azzurra 500 cc a valvole in testa e la Bialbero 500 (la moto di Dorino Serafini), era impegnata anche nel settore militare con i suoi autocarri Mediolanum e Miles, il motocarro Supermil 500 ed, appunto, la moto Bianchi 500 M (Militare). Insieme alle Gilera 500 LTE, Benelli 500 VLM, Moto Guzzi Alce e Sertum MCM, equipaggiò i reparti del Regio Esercito su tutti i fronti della seconda guerra mondiale.
Il telaio è a doppia culla, in tubolari d'acciaio, con uno o due sellini (versione NE, con dispositivo speciale alla sospensione posteriore che permetteva un agevole trasporto del passeggero). Il motore è un monocilindrico a quattro tempi da 498 cm³ di cilindrata, erogante 9 hp a 3200 giri/min e capace di spingere la moto a 75 km/h; a differenza delle civili, caratterizzate dalle valvole in testa, il Regio Esercito richiedeva specificamente la distribuzione a valvole laterali. Tra le altre specifiche, il cambio, a tre velocità, era azionato con leva a mano a destra del serbatoio. La trasmissione finale è a catena.
Al Salone di Milano 1938 fu presentata una versione civile della 500 M, di scarso successo commerciale.